# 嫌色細胞
嫌色是指組織學上不容易染色的結構，在顯微鏡下呈相對較淡的外觀。
嫌色細胞是垂體前葉和中葉中的三種細胞染色類型之一，其他兩種是嗜鹼細胞和嗜酸细胞。其中一種嫌色細胞被稱為兩性（嗜酸嗜鹼）細胞。還有一種是中性細胞 (Neutrophilic)，即對染料的鹼性或酸性成分都沒有特殊的親和性的細胞。兩性細胞是存在於垂體前葉和中葉的上皮細胞。總的來說，這些上皮細胞負責產生垂體前葉的激素並將其釋放到血液中。黑色素細胞是另一種嫌色細胞，它們分泌黑色素刺激激素（MSH）。

## 臨床意義
"Chromophobe" 也指的是一種腎癌細胞的類型（與 "clear cell（清晰细胞）" 不同），被称为“嫌色腎癌细胞”。 嫌色腎癌是一種罕見的基因疾病，稱為伯特-霍格-杜布綜合症（Birt–Hogg–Dubé syndrome）。儘管腎細胞癌是最常診斷的癌症之一，但嫌色腎癌僅占腎癌病例的百分之五。此外，30% 的 Birt-Hogg-Dubé 綜合症患者還將發展為嫌色腎癌。對於這種類型的癌症，唯一的治療方法之一是進行手術，以切除可能存在的任何腫瘤。